# 新松田駅
新松田駅（しんまつだえき）は、神奈川県足柄上郡松田町松田惣領にある、小田急電鉄小田原線の駅。駅番号はOH 41。

## 概要
駅前にある東海旅客鉄道（JR東海）御殿場線松田駅との連絡駅である。なお、特急「ふじさん」は御殿場駅発着の直通運転のためJR松田駅1番線を経由し、当駅には到着しないが、運賃計算の場合は同一の駅と扱われる。

## 歴史
- 1927年（昭和2年）
  - 4月1日：開業。「直通」の停車駅となる[1]。
  - 10月15日 - 急行が設定され、停車駅となる。
- 1944年（昭和19年）11月：太平洋戦争の戦況悪化に伴い、急行の運行が中止される。
- 1945年（昭和20年）6月：従来、新宿 - 稲田登戸間のみの運行の各駅停車が全線で運行されることとなり、各駅停車の停車駅となる[2]。
- 1946年（昭和21年）10月1日：準急が設定され、停車駅となる。
- 1949年（昭和24年）10月1日：急行が復活し、停車駅となる。
- 1955年（昭和30年）
  - 3月25日：通勤急行が設定され、停車駅となる。
  - 10月 - 駅の北に御殿場線松田駅との間を結ぶ連絡線完成。
- 1960年（昭和35年）3月25日：通勤準急が設定され、停車駅となる。
- 1966年（昭和41年）：特急ロマンスカー「さがみ」号の運行開始に伴い、同列車の停車駅となる。
- 1980年（昭和55年）3月5日：新駅舎が完成し、供用開始。この時まで使われていた初代駅舎は、向ヶ丘遊園に移設され、「鉄道資料館」の館舎となる。
- 2002年（平成14年）3月23日：急行等の分割・併合を開始。以降ダイヤ改正ごとに当駅で行う分割・併合の列車が増えていく[3]。
- 2004年（平成16年）12月11日：快速急行・区間準急が設定され、停車駅となる。当駅以西は小田原駅を除いてホーム有効長が最大6両対応のため、8両編成で運行する区間準急・各駅停車は当駅以西には乗り入れない[4]。
- 2008年（平成20年）3月15日：急行等の分割・併合を一部の列車を除き廃止。準急の運転区間が当駅までとなる。
- 2012年（平成24年）3月17日：当駅と海老名駅での一般列車の分割・併合を廃止する。区間準急の乗り入れが廃止。
- 2018年（平成30年）3月17日：向ヶ丘遊園駅と共に特急ロマンスカーの停車駅から除外され、特急列車は全列車が通過になり、準急の乗り入れも無くなった。また、当駅始発の下り箱根登山線直通の各駅停車の運行も廃止された[5]。

### 駅名の由来
駅所在地の地名「松田」から。御殿場線（開業当時は東海道本線の一部）に松田駅があるため「新松田」と名付けられた。なお、「松田」という地名は、寒田神社の祭祀料をまかなう「祭り田（まつりだ）」があったことに由来している。

## 駅構造
島式ホーム2面4線を有する地上駅である。小田原方に折り返し引き上げ用のY線が設けられている。
新宿方の構内にJR東海御殿場線の松田駅に通じる連絡線があり、特急「ふじさん」がこの連絡線を経由して御殿場線と直通運転している（「ふじさん#歴史」も参照）。また小田急電鉄ならびに小田急箱根が発注・購入した新型車両の搬入や車両メーカーでの改造工事・他社への譲渡に伴う車両の搬出（甲種輸送）にも使用され、日本貨物鉄道（JR貨物）の電気機関車が連絡線を新宿方面へ通り越してから折り返す形で当駅構内まで乗り入れる。なお、松田駅 - 当駅間の運転は、EF65形電気機関車の運転資格を有する小田急の運転士が担当する。
1927年（昭和2年）の開業当時から1970年代後半まで、いわゆる「ギャンブレル屋根」の駅舎であった。なお、2011年時点において小田急でギャンブレル屋根を有する駅舎は向ヶ丘遊園駅北口のみである。
改札口は北口と南口の2か所であるが、駅員は北口のみ配置されている。ホームとは跨線橋により連絡しており、改札階 - 跨線橋および跨線橋 - ホーム階をそれぞれ連絡するエレベーターが設置されている。
2012年3月16日までは、9時台の小田原方面の列車には当駅で後ろ4両が各停箱根湯本行（土休日は各停小田原行）と前6両が急行小田原行を分割する列車が1本ずつ存在した。また、箱根湯本発平日6・7時台、土休日5時台の各停新松田行（4両編成）は、当駅到着後に小田原発平日7時台の2本、土休日6時台の急行新宿行（6両編成）の前部に連結され、当駅からは10両編成で運行されていた。さらに、小田原発8時台の急行新宿行（6両編成、本厚木まで各駅に停車）は当駅で前部に空車4両を増結後、10両編成で運行されていた。当駅と海老名駅での列車の連結・切り離しは、原則として1番ホーム（下り線）と4番ホーム（上り線）を使用していた。
2012年3月17日からのダイヤでは、途中駅での一般列車の連結・切り離しは完全に廃止された。

### のりば
のりばは海側（南側）を1番ホームとして、下表の通りである。
| ホーム | 路線     | 方向 | 行先                          |
| ------ | -------- | ---- | ----------------------------- |
| 1・2   | 小田原線 | 下り | 小田原・箱根湯本方面          |
| 3・4   | 小田原線 | 上り | 相模大野・新宿・ 千代田線方面 |

- 内側2線（2・3番ホーム）が主本線、外側2線（1・4番ホーム）が待避線である。
- 4番ホームでは、10両編成1本の夜間滞泊がある。
- 定期列車における8両編成の運用は当駅までで、2019年3月改正以降、新宿駅からの各駅停車も最遠は当駅までの運転となる。
- 特急ふじさんは松田から発車するため、当駅には停車しない。
- 日中時間帯を中心に運行されている町田・相模大野発着の急行は一部を除き、当駅で各駅停車に種別変更される。この急行は、栢山駅 - 足柄駅間のホーム有効長の関係上6両編成で運転されている。

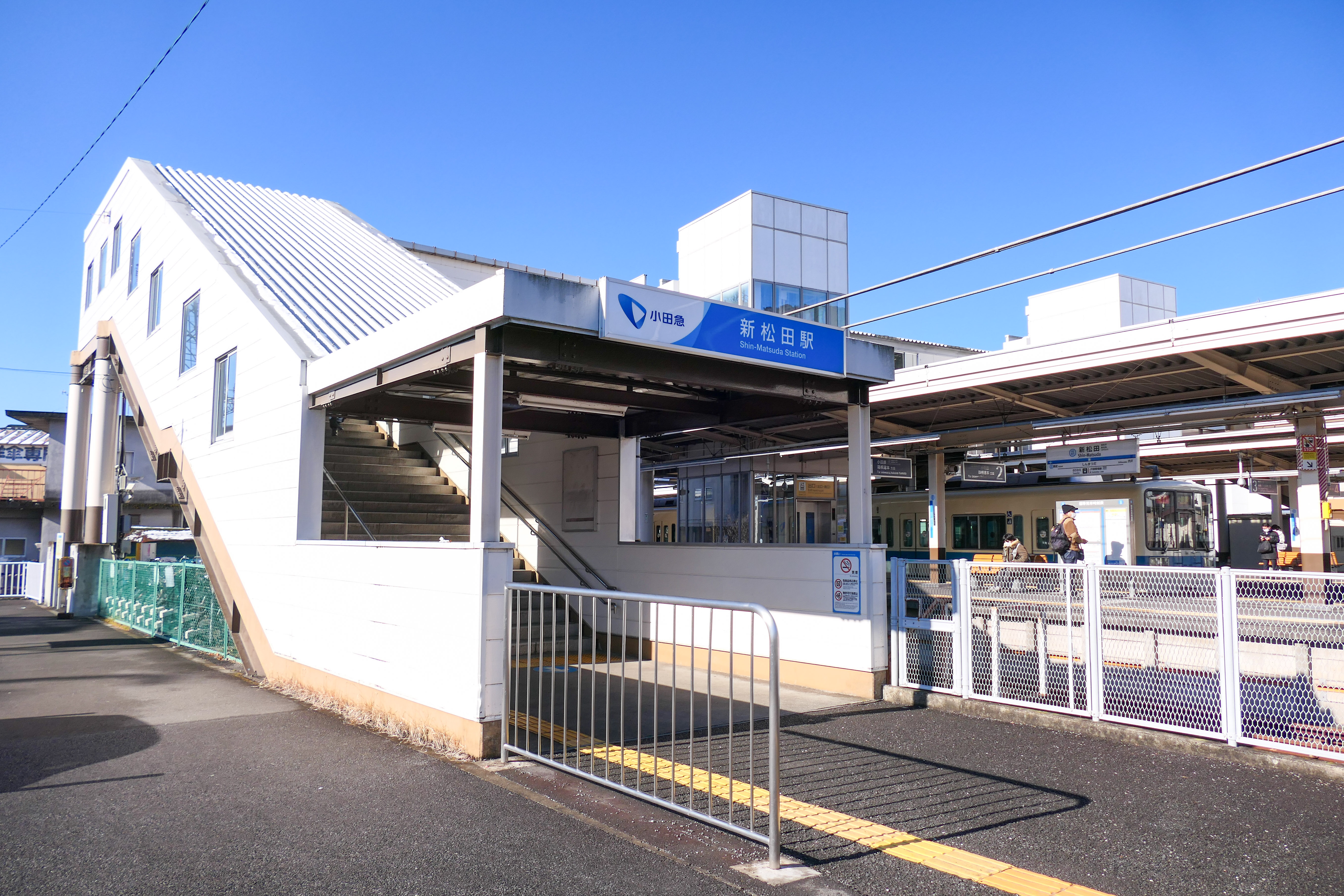
南口（2022年1月7日）
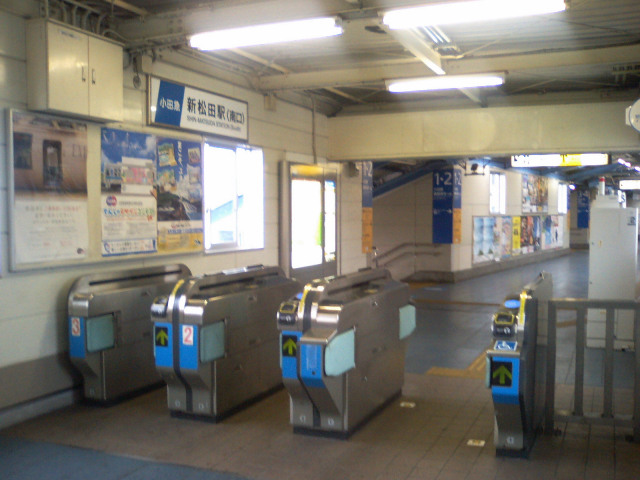
南口改札（2007年7月18日）
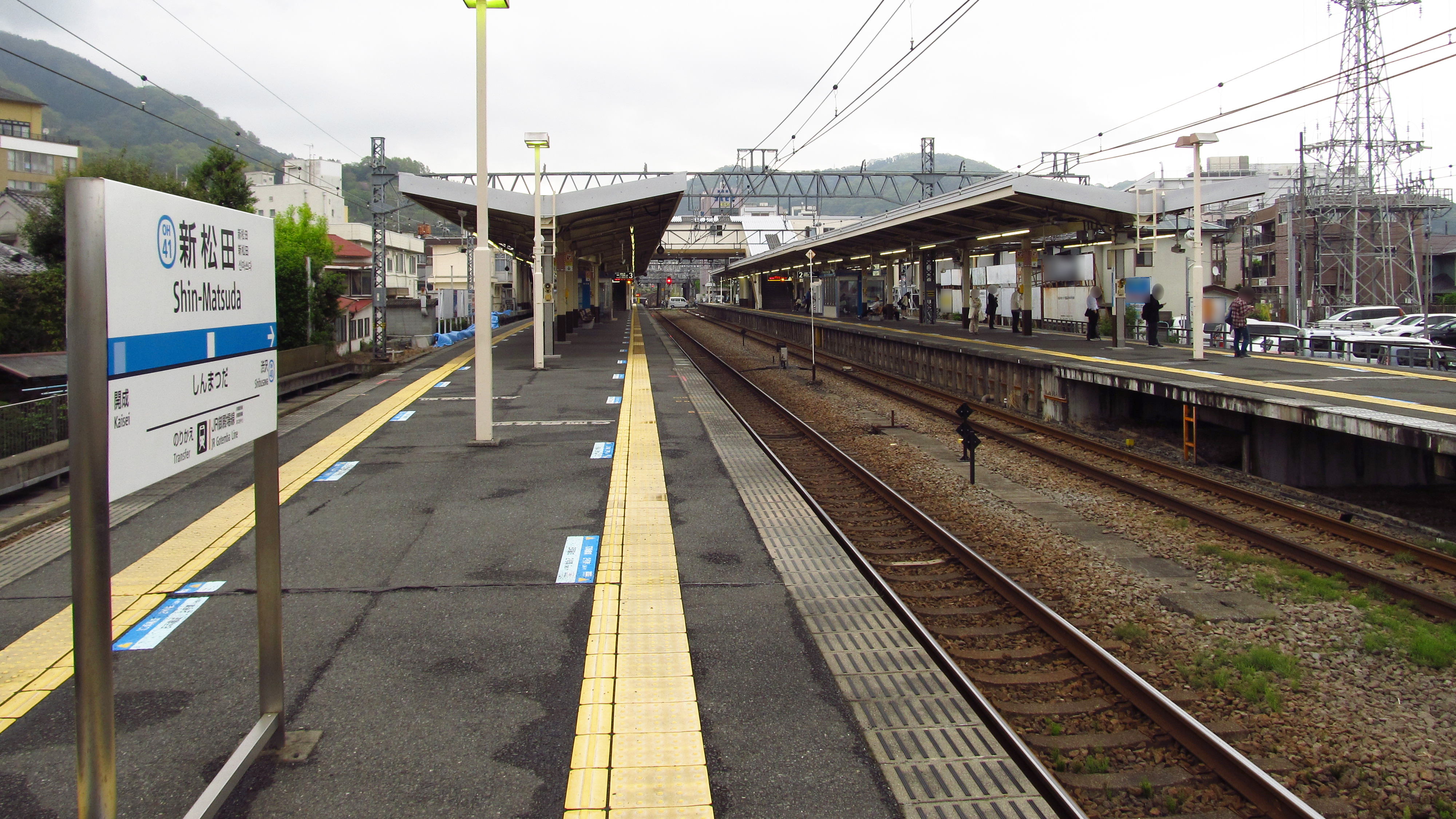
ホーム（2019年4月24日）
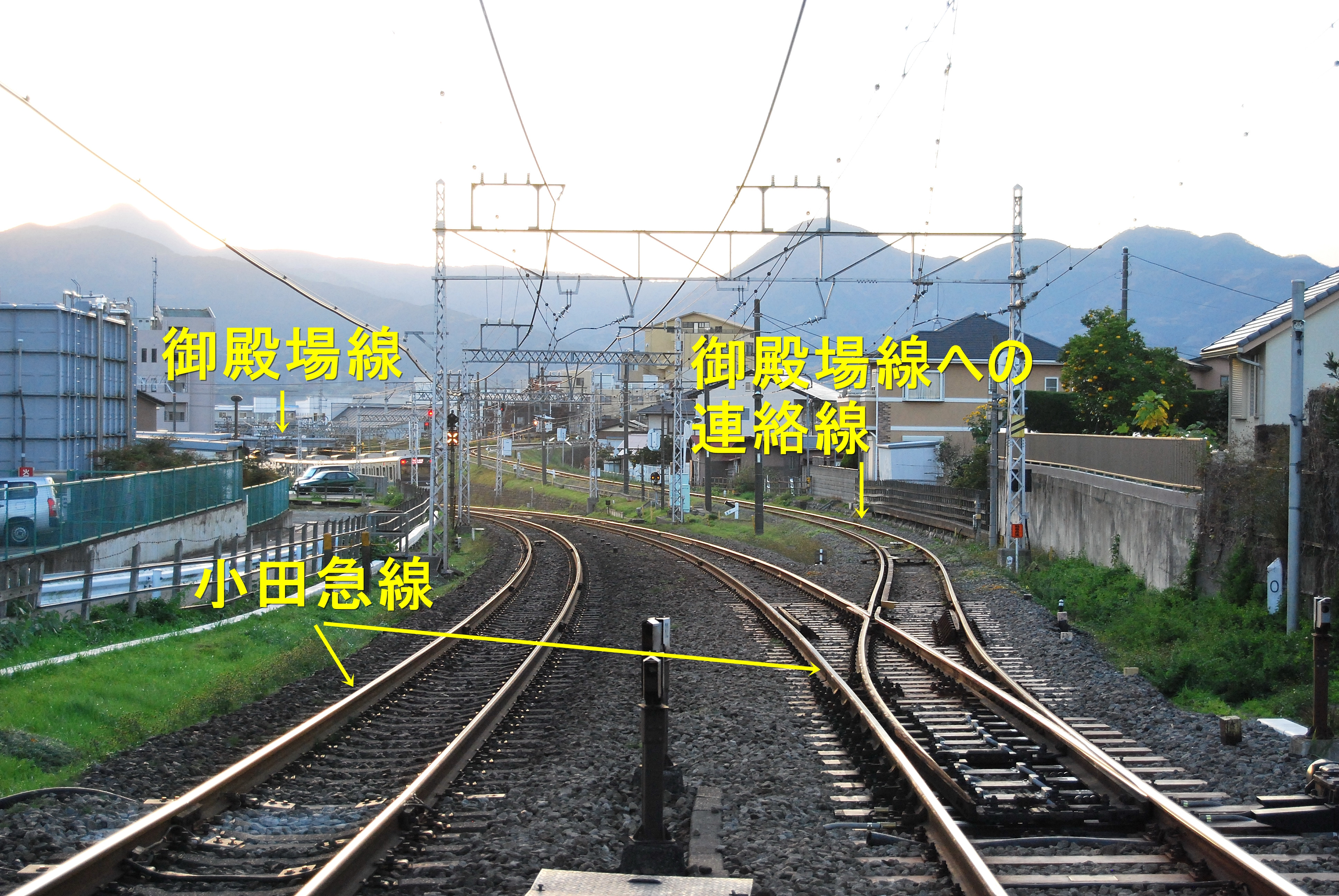
新宿方面にある御殿場線への連絡線（踏切から撮影）

## 利用状況
2024年（令和6年）度の1日平均乗降人員は20,403人であり、小田急線全70駅中48位。近年の乗降人員・乗車人員の推移は下表の通り。
| 年度               | 1日平均 乗降人員 | 1日平均 乗車人員 | 出典     |
| ------------------ | ---------------- | ---------------- | -------- |
| 1982年（昭和57年） | 27,829           |                  |          |
| 1994年（平成06年） | 29,035           |                  |          |
| 1995年（平成07年） | 29,122           | 14,548           | [ * 1 ]  |
| 1996年（平成08年） | 28,579           |                  |          |
| 1997年（平成09年） | 27,464           |                  |          |
| 1998年（平成10年） | 26,601           | 13,353           | [ * 2 ]  |
| 1999年（平成11年） | 26,255           | 13,138           | [ * 3 ]  |
| 2000年（平成12年） | 26,016           | 13,019           | [ * 3 ]  |
| 2001年（平成13年） | 25,851           | 12,972           | [ * 4 ]  |
| 2002年（平成14年） | 25,487           | 12,797           | [ * 5 ]  |
| 2003年（平成15年） | 25,199           | 12,593           | [ * 6 ]  |
| 2004年（平成16年） | 24,951           | 12,646           | [ * 7 ]  |
| 2005年（平成17年） | 25,024           | 12,713           | [ * 8 ]  |
| 2006年（平成18年） | 25,202           | 12,798           | [ * 9 ]  |
| 2007年（平成19年） | 25,542           | 12,952           | [ * 10 ] |
| 2008年（平成20年） | 25,622           | 12,969           | [ * 11 ] |
| 2009年（平成21年） | 25,395           | 12,866           | [ * 12 ] |
| 2010年（平成22年） | 25,394           | 12,844           | [ * 13 ] |
| 2011年（平成23年） | 24,420           | 12,341           | [ * 14 ] |
| 2012年（平成24年） | 24,179           | 12,218           | [ * 15 ] |
| 2013年（平成25年） | 24,712           | 12,486           | [ * 16 ] |
| 2014年（平成26年） | 24,124           | 12,183           | [ * 17 ] |
| 2015年（平成27年） | 23,304           | 12,479           | [ * 18 ] |
| 2016年（平成28年） | 24,546           | 12,379           | [ * 19 ] |
| 2017年（平成29年） | 24,238           | 12,235           | [ * 20 ] |
| 2018年（平成30年） | 24,088           | 12,162           | [ * 21 ] |
| 2019年（令和元年） | 22,946           | 11,593           |          |
| 2020年（令和02年） | 16,447           |                  |          |
| 2021年（令和03年） | 17,842           |                  |          |
| 2022年（令和04年） | 19,352           |                  |          |
| 2023年（令和05年） | 20,016           |                  |          |
| 2024年（令和06年） | 20,403           |                  |          |

## 駅周辺

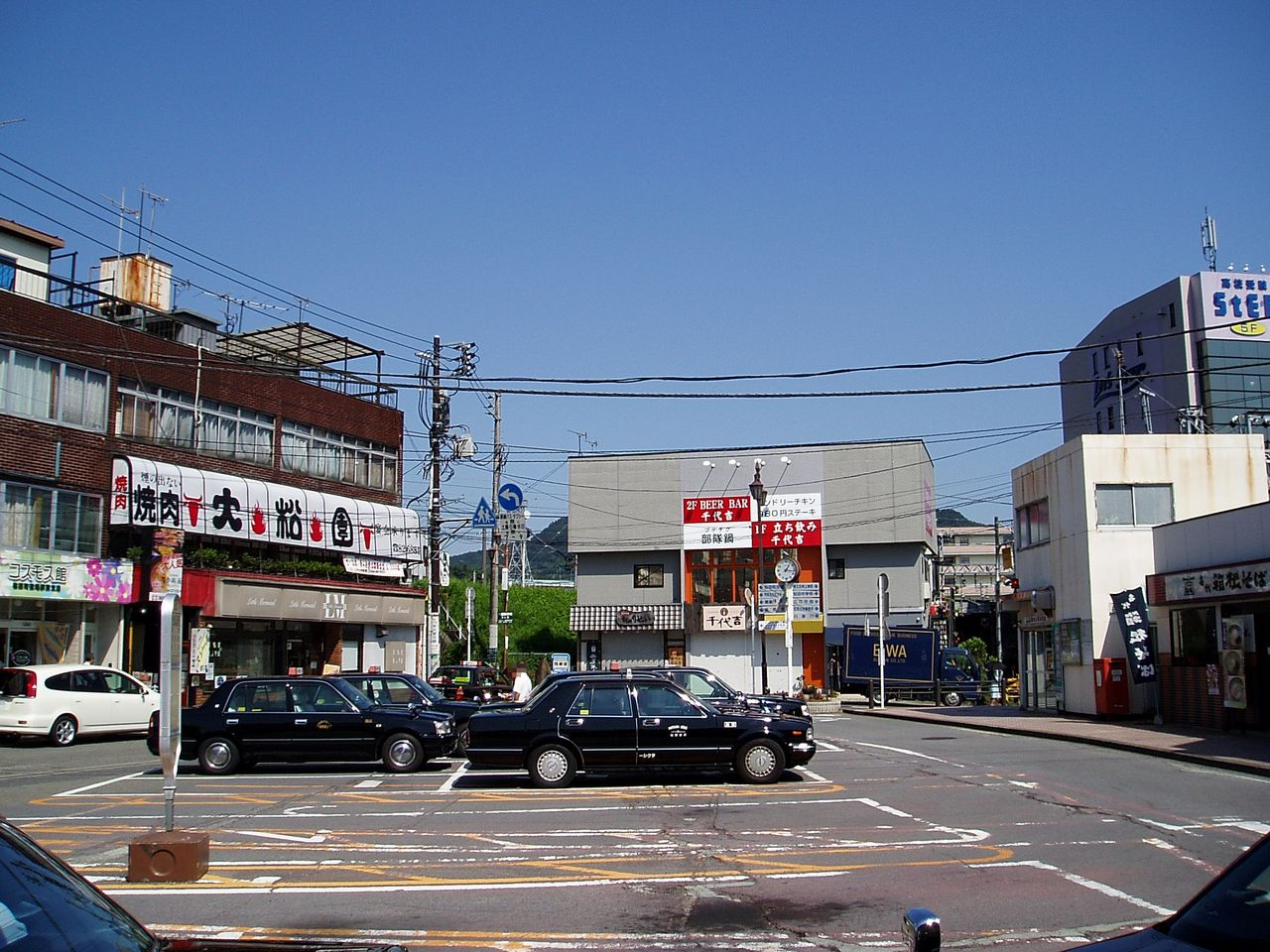
北口駅前広場

松田町の中心市街地に位置しており、北側に松田駅（JR東海御殿場線）が隣接する。
道路
- 国道246号
- 国道255号
- 神奈川県道72号松田国府津線
- 神奈川県道77号平塚松田線
- 神奈川県道710号神縄神山線
- 神奈川県道711号小田原松田線
- 神奈川県道712号松田停車場線
- 東名高速道路大井松田IC

官公庁・公共施設
- 松田町役場
- 松田町民文化センター
- 松田町体育館
- 松田町健康福祉センター[12]
- 神奈川県松田警察署
- 県西土木事務所
- 松田公共職業安定所（ハローワーク松田）

医療
- 神奈川県立足柄上病院

公園・その他施設等
- me-byo valley “BIOTOPIA”（旧「未病いやしの里センター」）[13]
- 松田山
  - 松田山ハーブガーデン
  - 西平畑公園
  - 最明寺史跡公園
- 松田城址
- 酒匂川・中津川・川音川
- 川音川パークゴルフ[14]
- 小田原ゴルフ倶楽部松田コース[15]

教育機関
- 立花学園高等学校
- 松田町立松田小学校
- 松田町立松田中学校
- 松田幼稚園
- 松田さくら保育園

郵便局・金融機関
- 松田郵便局
- 松田惣領郵便局
- 横浜銀行松田支店
- かながわ西湘農業協同組合松田支店
- さがみ信用金庫松田支店
- スルガ銀行松田プラザ出張所

神社仏閣
- 寒田神社
- 延命寺
- 神山神社

企業
- ブルックスホールディングス大井事業所
- 第一生命 新大井事業所
- 富士急湘南バス
- 小田原エンジニアリング
- 多賀製作所
- 東電同窓電機 小田原営業所
- 西湘アスコン - NIPPO 地域関係会社
- ミシマ運輸 大井松田営業所
- 第一生命保険株式会社湘南支社松田営業オフィス
- 日本生命保険相互会社松田営業部
- 住友生命保険相互会社町田支社新松田支部
- アクリテック

店舗
- ロマンス通り商店街
  - まちの駅あしがら[16]
  - コスモス館[17]
  - 中澤酒造
- 仲町通り
  - 一力旅館[18]
- ファミリー通り商店会
- ミマスモール（食品館あおば大井松田店）

### 路線バス
駅前のバス乗り場は、北口の改札を出て正面の箱根登山バス乗り場と、改札を出て左側の富士急モビリティの乗り場に分かれており、乗り場番号は同一であるが別々の場所である。停留所名はともに新松田駅であるが、1987年頃の富士急行バスの時刻表では単に「新松田」と記されており、2021年現在の富士急湘南バスの車体の行先表示は小田急新松田駅と表示される。乗り場番号はともに駅舎に近い方から順番に配番されている。かつては、渋沢駅や秦野駅への湘南神奈交バスの路線（もともとは箱根登山鉄道のバスで、1996年に移管）も発着していた。
箱根登山バス
| のりば | 系統   | 主要経由地                   | 行先             | 備考                              |
| ------ | ------ | ---------------------------- | ---------------- | --------------------------------- |
| 1      |        | 足柄高校前                   | 関本（大雄山駅） |                                   |
| 1      |        | 足柄高校前・関本（大雄山駅） | 富士フイルム西門 | 朝のみ                            |
| 1      | 地蔵堂 | 足柄高校前・関本（大雄山駅） |                  |                                   |
| 2      |        | 吉田島高校                   | 足柄高校前       | 通学専用バス 足柄高校休校日は運休 |
| 2      |        |                              | 高台病院         | 送迎バス 無料                     |
| 2      |        |                              | 北小田原病院     | 送迎バス 無料                     |

富士急モビリティ
| のりば | 系統              | 主要経由地                               | 行先                         | 備考                                         |
| ------ | ----------------- | ---------------------------------------- | ---------------------------- | -------------------------------------------- |
| 1      | 松62              | 向原（東山北駅）・山北駅・谷峨駅・丹沢湖 | 西丹沢ビジターセンター       |                                              |
| 1      | 松66 山北町内循環 | 向原・高松山入口                         | 山北駅                       | 一部は山北町内循環バスとして運転             |
| 1      | 山北町内循環      | 向原・岸                                 | 山北駅                       | 土曜朝1便のみ                                |
| 1      | 松75              | 向原・山北駅                             | 大野山登山口                 | 春・秋の土休日のみ                           |
| 1      | 松81              | 向原・運動公園前                         | アサヒビール神奈川工場       | 平日のみ 運休中                              |
| 1      | 松102             | 向原・運動公園前・アサヒビール神奈川工場 | 大雄山駅                     | 土･休日、夏休み期間のみ 運休中               |
| 1      | 小14              | 神山・下曽我駅                           | 小田原駅                     |                                              |
| 1      | 松04              | 神山・下曽我駅                           | ダイナシティ                 |                                              |
| 1      | 国01              | 神山・下曽我駅                           | 国府津駅                     | 運休中                                       |
| 1      | 松05              | 神山・浅間塔                             | 第一生命新大井事業所         | 平日夕方のみ                                 |
| 1      | 松07              | ビオトピア→第一生命新大井事業所          | 新松田駅                     | 平日午後1本のみ                              |
| 1      | 松71              | 神山                                     | 未病バレービオトピア         |                                              |
| 1      | 松78              | 神山・ビオトピア                         | 高尾                         | 平日朝1本のみ                                |
| 2      | 松01              | 金手・西大井                             | 第一生命新大井事業所         | 平日のみ                                     |
| 2      | 松02              |                                          | 【急行】第一生命新大井事業所 | 平日のみ                                     |
| 2      | 小11              | 西大井・西大友                           | 小田原駅                     |                                              |
| 2      | 小12              | 西大井・第一生命新大井事業所・西大友     | 小田原駅                     | 平日のみ                                     |
| 2      | 国07              | 西大井・第一生命新大井事業所・西大友     | 国府津駅                     | 平日夕方のみ                                 |
| 2      | 松77              | 湘光中グランド・上大井駅・篠窪           | いこいの村あしがら           | 平日夕方のみ                                 |
| 2      | 松51              | 上茶屋・萱沼入口                         | 寄（やどりき）               |                                              |
| 2      | 松54              | 上茶屋・萱沼上・長寿橋                   | 寄（やどりき）               | 平日のみ                                     |
| 2      | 松95              | 直通(特急)                               | 冨士霊園                     | 3月から11月の土休日 春秋彼岸・新旧盆のみ運行 |
| 2      |                   |                                          | 富士山須走口五合目           | 富士登山シーズン時                           |
| 2      | イエティライナー  |                                          | イエティ・ぐりんぱ           | 冬季のみ運行                                 |
| 2      | 富士山ライナー    | 東名足柄                                 | 御殿場駅乙女口               | 実証実験シャトルバス                         |

この他、東名高速道路上の松田バスストップが徒歩圏内にある。

## 今後の予定
松田町では、新松田駅北口周辺の再開発を計画している。従来の狭隘なバスロータリーを拡張し、歩車道の分離や歩行者の滞留スペースも確保する。2027年度着工、2029年度の完成を目指す。

## 隣の駅
小田急電鉄
 小田原線
■快速急行・■急行・■各駅停車
渋沢駅 (OH 40) - 新松田駅 (OH 41) - 開成駅 (OH 42)
- 特急「ふじさん」はJR松田駅の御殿場線ホームに停車。
- 6両編成の■急行は当駅 - 小田原駅間を■各駅停車に種別変更して運転する。
- なお、まつだ桜まつりの開催のため、□特急ロマンスカーが当駅に臨時停車することもある。